# Luitpold Steidle

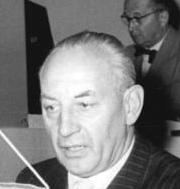
Luitpold Steidle auf dem 8. Parteitag der CDU in Weimar 1956

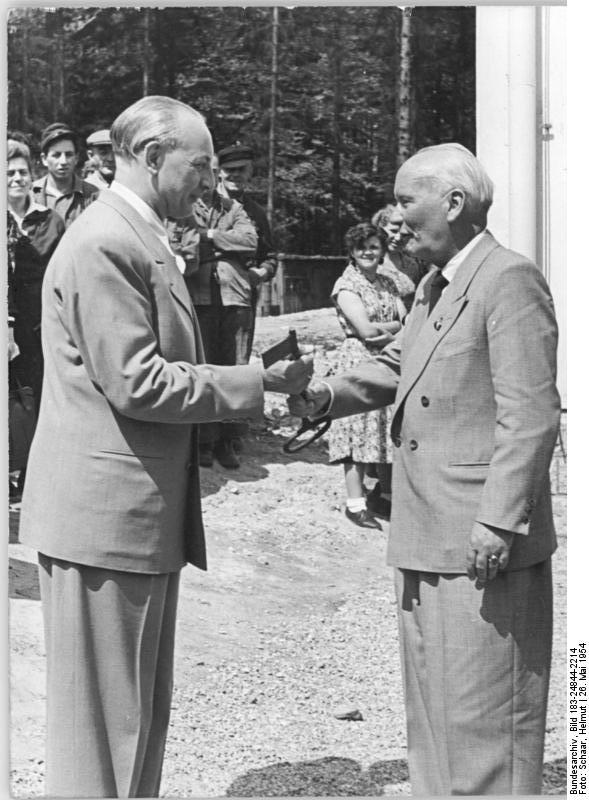
Hanns Hopp von der Deutschen Bauakademie übergibt am 26. Mai 1954 dem Minister für Gesundheitswesen, Luitpold Steidle (links), den Schlüssel zum ersten Bauabschnitt des Tbc-Krankenhauses Bad Berka.

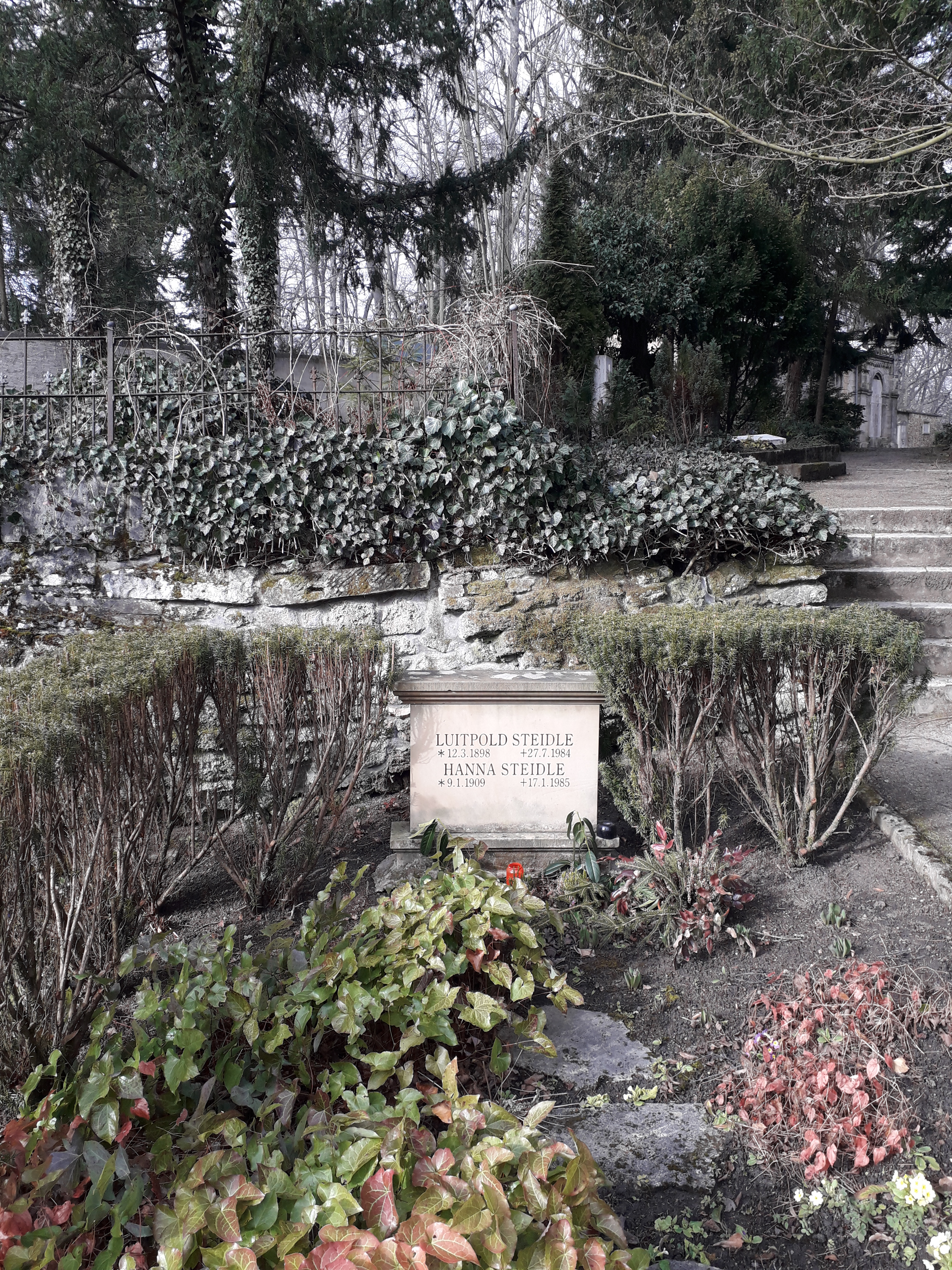
Grabmal von Luitpold Steidle auf dem Historischen Friedhof Weimar

Luitpold Steidle (* 12. März 1898 in Ulm; † 27. Juli 1984 in Weimar) war ein deutscher Offizier und Politiker in der DDR. Er gehörte der CDU an.

## Leben
Der Sohn eines Oberkriegsgerichtsrats aus katholischer Familie diente nach Beendigung der Gymnasialausbildung in München als 17-jähriger Freiwilliger ab 1915 beim Bayerischen Infanterie-Leib-Regiment als Führer einer MG-Kompanie. Nach dem Ende des Ersten Weltkrieges nahm Steidle ab 1918 an der Technischen Hochschule München im ersten Semester der Nachkriegszeit ein Studium der Landwirtschaftswissenschaften auf, dem er aber bald die praktische Ausbildung vorzog. Er ließ sich in Hohenpolding bei Taufkirchen in Niederbayern und Graßlfing bei Olching in Oberbayern zum Landwirt ausbilden.
Ab 1920 war Steidle selbstständiger Landwirt in Loibersdorf (Oberbayern) und nahm 1926 eine Anstellung als Gutsinspektor auf Kampehl (Ruppiner Land) an. 1928 wurde er Gestütsinspektor in Beberbeck (Nordhessen). Am 1. Mai 1933 wurde er Mitglied der NSDAP und wurde nach kurzer Zeit wieder ausgeschlossen. Nachdem Steidle 1933 seine Anstellung verloren hatte, arbeitete er 1934 als Versicherungsagent. Im selben Jahre ließ sich der Leutnant der Reserve reaktivieren und trat in die Reichswehr ein. 1942 erfolgte seine Beförderung zum Oberst. Als Kommandeur des Grenadierregiments 767 geriet er 1943 im Kessel von Stalingrad in sowjetische Gefangenschaft. In der Kriegsgefangenschaft zählte er zu den Gründern des Bundes Deutscher Offiziere, dessen Vizepräsident er wurde. In Abwesenheit wurde Steidle deshalb im Deutschen Reich zum Tode verurteilt. Sein Memoirenband Entscheidung an der Wolga (1969) schildert diesen Weg.
Bis zum Ende des Zweiten Weltkrieges wirkte Steidle als Frontbeauftragter des Nationalkomitees Freies Deutschland und gehörte der erweiterten Redaktion des Senders „Freies Deutschland“ an. Steidle war zwischen 1945 und 1948 Vizepräsident der Deutschen Verwaltung für Land- und Forstwirtschaft in der Sowjetischen Besatzungszone (SBZ). 1946 trat der Katholik der CDU bei. Zwischen 1948 und 1949 übernahm er den stellvertretenden Vorsitz in der Deutschen Wirtschaftskommission in der SBZ.
1949 erfolgte über die Einheitsliste Steidles Wahl in die Provisorische Volkskammer. Er amtierte von 1949 bis 1950 als Minister für Arbeit und Gesundheitswesen der DDR und von 1950 bis 1958 als Minister für Gesundheit. Er war beratend beim Aufbau der NVA tätig und erhielt von der Universität Greifswald den Titel eines Ehrensenators.
Von 1950 bis 1971 gehörte er als Abgeordneter der Volkskammer an.
Von 1960 bis zu seinem Ruhestand 1969 war Steidle Oberbürgermeister von Weimar.

## Ehrungen
- Bayerische Rettungsmedaille (1916)
- Deutsches Kreuz in Gold
- Ritterkreuz des Eisernen Kreuzes
- Vaterländischer Verdienstorden in Silber (6. Mai 1955)
- Vaterländischer Verdienstorden (Ehrenspange)
- Stern der Völkerfreundschaft
- Banner der Arbeit
- Otto-Nuschke-Plakette (1974)

## Darstellung Steidles in der bildenden Kunst der DDR
- Günter Richter: Luitpold Steidle (1975, Mischtechnik auf Hartfaser, 72 × 52 cm)[5]

## Schriften
- Das Nationalkomitee Freies Deutschland, Burgscheidungen 1960
- Das Große Bündnis, Burgscheidungen 1963
- Entscheidung an der Wolga, Union Verlag, Berlin 1969
- Dokumente Familienarchiv, Bayreuth, 2010